# Jānis Lidmanis
Jānis Lidmanis   (Riga, 18 de gener de 1910 - Melbourne, 29 de novembre de 1986) fou un futbolista i jugador de basquetbol letó de la dècada de 1930.
Fou 55 cops internacional amb la selecció de Letònia de futbol.
Pel que fa a clubs, defensà els colors de Rīgas FK, on jugà amb Ēriks Pētersons i Sergejs Maģers. En basquetbol jugà al club JKS Riga i amb la selecció guanyà la medalla d'or a l'EuroBasket 1935 de Suïssa.